# دوروثي ويست (روائية)
دوروثي الغربية (بالإنجليزية: Dorothy West)‏ (و. 1907 – 1998 م) هي روائية، وكاتبة، وصحفية من الولايات المتحدة الأمريكية ولدت في بوسطن.

## التعليم
تعلمت في جامعة كولومبيا، وجامعة بوسطن.

## روابط خارجية
- دوروثي الغربية على موقع IMDb (الإنجليزية)
- دوروثي الغربية على موقع الموسوعة البريطانية (الإنجليزية)
- دوروثي الغربية على موقع إن إن دي بي (الإنجليزية)